# Elite Xtreme Combat
Elite Xtreme Combat（エリート・エクストリーム・コンバット、略称EliteXC）は、アメリカ合衆国の総合格闘技団体。SHOWTIMEとProEliteが運営していた。
キンボ・スライス、ジーナ・カラーノという人気選手を擁し、2008年には総合格闘技の大会では史上初めて、アメリカの地上波放送に進出した。

## 概要
2006年11月13日、SHOWTIMEとProEliteによって設立。ボクシングプロモーターのゲーリー・ショーが代表に就任した。
2007年2月10日、旗揚げ大会EliteXC: Destinyを開催。
2007年6月2日、Dynamite!! USA in association with ProEliteをHERO'S（FEG）と共催した。
2007年6月22日、Strikeforce: Shamrock vs. BaroniをStrikeforceと共催した。
2007年7月11日、新人選手育成大会「ShoXC」の開催を発表し、7月27日に第1回大会をKOTCとの共催で開催した。
2007年9月、イギリスのCage Rageの買収、韓国のSpirit MCへの資本投入を発表した。
2008年5月10日、日本のDREAMの記者会見で協力関係を結ぶことを発表した。
2008年5月31日、「EliteXC: Primetime」がCBSでゴールデンタイムにライブ中継された。アメリカの地上波放送局でゴールデンタイムに総合格闘技の試合が放映されたのは史上初であった。番組の平均視聴者数は485万人で、メインイベント中のピーク時には651万人に達した。
2008年9月24日、Afflictionとの提携を発表。EliteXC: HeatでAfflictionからの提供試合としてアンドレイ・アルロフスキー対ロイ・ネルソンの対戦が行われた。
2008年10月4日、EliteXC: Heatを開催。CBSでライブ中継され平均視聴者数456万人が視聴した。大会後メインイベントの試合でキンボ・スライスに勝利したセス・ペトルゼリが、グラウンドには持ち込まず、（キンボの得意な）スタンドで戦うようEliteXCから不正を持ちかけられたと受け取れるようなコメントをし、事態を重く見たフロリダ州ボクシング・コミッションが調査に乗り出すなど問題となる。
その後にペトルゼリが誤解を招くようなコメントだったと訂正し、フロリダ州ボクシング・コミッションからも試合に不正はなく金銭授受などもなかったと調査結果が発表されたが、この騒動の余波で、EliteXCの過半数の株式の購入を検討していたSHOWTIMEが交渉から撤退。その影響もあって、経営母体であるProEliteが50億円を超える負債を抱え2008年10月21日に破綻したため、EliteXCも活動停止となった。
2009年2月、Strikeforceを運営するシリコンバレー・スポーツ&エンターテインメントに試合映像の権利や選手の契約保有権を含んだ資産を売却した。

## 階級・王座
- 王座の変遷については「EliteXC王者一覧」を参照。

## 開催履歴

### ProElite
| 大会名                              | 開催年月日    | 会場                           | 開催地             |
| ----------------------------------- | ------------- | ------------------------------ | ------------------ |
| ProElite 3: Da Spyder vs. Minowaman | 2012年1月21日 | ニール・ブレイズデル・センター | ハワイ州ホノルル   |
| ProElite 2: Big Guns                | 2011年11月5日 | iワイヤレス・センター          | イリノイ州モリーン |
| ProElite 1: Arlovski vs. Lopez      | 2011年8月27日 | ニール・ブレイズデル・センター | ハワイ州ホノルル   |

### EliteXC
| 大会名                       | 開催年月日     | 会場                                 | 開催地                         |
| ---------------------------- | -------------- | ------------------------------------ | ------------------------------ |
| EliteXC: Heat                | 2008年10月4日  | バンクアトランティック・センター     | フロリダ州サンライズ           |
| EliteXC: Unfinished Business | 2008年7月26日  | ストックトン・アリーナ               | カリフォルニア州ストックトン   |
| EliteXC: Return of the King  | 2008年6月14日  | ニール・エス・ブレイズデル・アリーナ | ハワイ州ホノルル               |
| EliteXC: Primetime           | 2008年5月31日  | プルデンシャル・センター             | ニュージャージー州ニューアーク |
| EliteXC: Street Certified    | 2008年2月16日  | バンクユナイテッド・センター         | フロリダ州マイアミ             |
| EliteXC: Renegade            | 2007年11月10日 | アメリカン・バンク・センター         | テキサス州コーパスクリスティ   |
| EliteXC: Uprising            | 2007年9月15日  | ニール・エス・ブレイズデル・アリーナ | ハワイ州ホノルル               |
| EliteXC: Destiny             | 2007年2月10日  | デソト・シヴィック・センター         | ミシシッピ州サウセイヴン       |

### ShoXC
| 大会名                         | 開催年月日     | 会場                                       | 開催地                                   |
| ------------------------------ | -------------- | ------------------------------------------ | ---------------------------------------- |
| ShoXC: Elite Challenger Series | 2008年10月10日 | ハウスシュー・カジノ                       | インディアナ州ハモンド                   |
| ShoXC: Elite Challenger Series | 2008年9月26日  | チュマシュ・カジノ                         | カリフォルニア州サンタ・イネス           |
| ShoXC: Hamman vs. Suganuma 2   | 2008年8月15日  | テーブルマウンテン・カジノ                 | カリフォルニア州フライアント             |
| ShoXC: Elite Challenger Series | 2008年4月5日   | テーブルマウンテン・カジノ                 | カリフォルニア州フライアント             |
| ShoXC: Elite Challenger Series | 2008年3月21日  | チュマシュ・カジノ                         | カリフォルニア州サンタ・イネス           |
| ShoXC: Elite Challenger Series | 2008年1月25日  | トランプ・タジマハール                     | ニュージャージー州アトランティックシティ |
| ShoXC: Elite Challenger Series | 2007年10月26日 | チュマシュ・カジノ                         | カリフォルニア州サンタ・イネス           |
| ShoXC: Elite Challenger Series | 2007年8月25日  | ヴィックスバーグ・コンベンション・センター | ミシシッピ州ヴィックスバーグ             |
| ShoXC: Elite Challenger Series | 2007年7月27日  | チュマシュ・カジノ                         | カリフォルニア州サンタ・イネス           |

### 共催大会
| 大会名                                      | 開催年月日    | 会場                                 | 開催地                       |
| ------------------------------------------- | ------------- | ------------------------------------ | ---------------------------- |
| Strikeforce: Shamrock vs. Le                | 2008年3月29日 | サイトパビリオン                     | カリフォルニア州サンノゼ     |
| EliteXC presents Cage Rage 25               | 2008年3月8日  | ウェンブリー・アリーナ               | ロンドン                     |
| Strikeforce: Shamrock vs. Baroni            | 2007年6月22日 | HPパビリオン                         | カリフォルニア州サンノゼ     |
| Dynamite!! USA in association with ProElite | 2007年6月2日  | ロサンゼルス・メモリアル・コロシアム | カリフォルニア州ロサンゼルス |

## 試合結果

### EliteXC
- EliteXC: Heat（2008年10月4日）
○ セス・ペトルゼリ（1R 0:14 TKO）キンボ・スライス ×
○ ジェイク・シールズ（2R 3:47 腕ひしぎ十字固め）ポール・デイリー × 【ウェルター級タイトルマッチ】
○ アンドレイ・アルロフスキー（2R 3:14 TKO）ロイ・ネルソン ×
○ ジーナ・カラーノ（判定3-0）ケリー・コボルド ×
○ ベンジー・ラダック（2R 2:31 TKO）ムリーロ・ニンジャ ×
○ クリスチャン・サイボーグ（判定3-0）高橋洋子 ×
- EliteXC: Unfinished Business（2008年7月26日）
○ ロビー・ローラー（2R 2:35 TKO）スコット・スミス × 【ミドル級タイトルマッチ】
○ ニック・ディアス（2R 0:30 TKO）トーマス・デニー ×
○ ジェイク・シールズ（1R 1:03 フロントチョーク）ニック・トンプソン × 【ウェルター級王座決定戦】
○ アントニオ・シウバ（2R 0:19 TKO）ジャスティン・エイラーズ × 【ヘビー級王座決定戦】
- EliteXC: Return of the King（2008年6月14日）
○ KJヌーンズ（1R 0:48 TKO）イーブス・エドワーズ × 【ライト級タイトルマッチ】
○ ニック・ディアス（3R 3:59 TKO）ムーシン・コーブリー ×
○ ムリーロ・ニンジャ（1R 3:16 TKO）トニー・ボネーロ ×
○ デイブ・ハーマン（1R 2:19 TKO）ロン・ウォーターマン×
- EliteXC: Primetime（2008年5月31日）
○ キンボ・スライス（3R 0:38 TKO）ジェームス・トンプソン ×
○ ロビー・ローラー（3R 3:26 ノーコンテスト）スコット・スミス × 【ミドル級タイトルマッチ】
○ ジーナ・カラーノ（判定3-0）ケイトリン・ヤング ×
- EliteXC: Street Certified（2008年2月16日）
○ キンボ・スライス（1R 0:43 TKO）タンク・アボット ×
○ アントニオ・シウバ（判定2-1）リコ・ロドリゲス ×
○ スコット・スミス（2R 0:07 KO）カイル・ノーク×
○ ブレット・ロジャース（1R 2:24 KO）ジェームス・トンプソン×
○ デイブ・ハーマン（3R 0:33 TKO）マリオ・リナルディ×
- EliteXC: Renegade（2007年11月10日）
○ KJヌーンズ（1R終了時 TKO）ニック・ディアス × 【ライト級王座決定戦】
○ キンボ・スライス（1R 0:19 TKO）ボー・キャントレル ×
○ ジェイク・シールズ（1R 3:39 チョークスリーパー）マイク・パイル ×
- EliteXC: Uprising（2007年9月15日）
○ ロビー・ローラー（3R 2:04 TKO）ムリーロ・ニンジャ × 【ミドル級タイトルマッチ】
○ ニック・ディアス（判定2-1）マイク・アイナ ×
○ ジーナ・カラーノ（1R 2:53 チョークスリーパー）トーニャ・エヴァンジャー ×
○ ジョーイ・ヴィラセニョール（判定2-1）福田力 ×
○ ジェイク・シールズ（1R 4:00 TKO）ヘナート・ヴェリッシモ ×
- EliteXC: Destiny(2007年2月10日)
○ チャールズ・"クレイジー・ホース"・ベネット（1R 3:43 TKO）KJ・ヌーンズ ×
○ ジーナ・カラーノ（判定3-0）ジュリー・ケッジー ×
○ アントニオ・シウバ（1R 3:49 TKO）ウェズリー・コレイラ ×
○ ヘンゾ・グレイシー（2R 2:00 反則）フランク・シャムロック ×
○ 福田力（1R 1:18 TKO）クリス・ゲイツ ×

### ShoXC
- ShoXC 9（2008年10月10日）
○ デイブ・ハーマン（1R 1:06 TKO）ケリー・ショール ×
- ShoXC 8（2008年9月26日）
○ ウィルソン・ヘイス（判定3-0）エイブル・カラム × 【バンタム級王座決定戦】
○ ジェイミー・ヤラ（判定2-1）ジヴァニウド・サンターナ ×
- ShoXC 7（2008年8月15日）
○ ジャレッド・ハマン（1R 2:34 TKO）ポアイ菅沼 ×
○ シリル・ディアバテ（判定3-0）ジェイミー・フレッチャー ×
- ShoXC 6（2008年4月5日）
○ ポアイ菅沼（1R 0:15 TKO）ジャレッド・ハマン ×
○ ジヴァニウド・サンターナ（1R 1:49 腕ひしぎ十字固め）マット・ルーカス ×
- ShoXC 5（2008年3月21日）
○ トーマス・デニー（1R 4:51 反則）マライペット ×
- ShoXC 4（2008年1月25日
○ エディ・アルバレス（2R 2:32 KO）ロス・エバネス ×
○ ポール・デイリー（1R 2:10 KO）サム・モーガン ×
○ ウィルソン・ヘイス（2R 1:15 肩固め）ザック・マコウスキー ×
- ShoXC 3（2007年10月26日）
○ ジヴァニウド・サンターナ（1R 2:46 腕ひしぎ十字固め）ジェイミー・フレッチャー ×
- ShoXC 2（2007年8月25日
○ ヴィクター・ヴァレンズエラ（1R 3:23 TKO）チャールズ・"クレイジー・ホース"・ベネット ×
- ShoXC 1（2007年7月27日）
○ KJ・ヌーンズ（3R 0:45 TKO）エジソン・ベルト ×